# Theo de Meester
Pour les articles homonymes, voir de Meester.
Theodoor Herman «Theo» de Meester (Harderwijk, 16 décembre 1851 - La Haye, 27 décembre 1919) (Union libérale) est un homme d'État. Il fut président du Conseil des ministres des Pays-Bas et ministre des Finances néerlandais de 1905 à 1908.

## Biographie
Il était le fils de Gerrit Abraham de Meester (1817-1864), qui avait été un membre du parlement néerlandais pour la circonscription de Zwolle de 1862 à 1864. Ancien administrateur aux Indes néerlandaises, le cabinet De Meester est entré en fonction le 17 août 1905. Il se composait de cinq libéraux, deux libres penseurs démocratiques, et deux ministres indépendants. Il n'avait pas la majorité dans l'une des deux chambres néerlandais, et a gagné le surnom de cabinet de porcelaine. Son premier gouvernement a démissionné en décembre 1906, lorsque le budget de la défense pour 1907 n'a pas été approuvé par le Sénat néerlandais. Cette démission a été refusée par la reine Wilhelmina, mais le gouvernement est tombé en décembre 1907, lorsque le parlement néerlandais désapprouva à nouveau le budget de la défense pour 1908. Le gouvernement demeura démissionnaire jusqu'au 12 février 1908.